# Ardisia hallei
Ardisia hallei är en viveväxtart som beskrevs av A. Taton. Ardisia hallei ingår i släktet Ardisia och familjen viveväxter. Inga underarter finns listade i Catalogue of Life.